# Rock tutta la notte
Rock tutta la notte (Rock All Night) è un film statunitense del 1957 diretto da Roger Corman.

## Trama
Due killer in fuga si nascondono nel locale Cloud Nine e tengono il gestore e i clienti in ostaggio. Tra i clienti vi sono Julie, una cantante nevrotica, un pugile con sua moglie manager, e Shorty, un uomo di piccola statura ma arcigno che mostra di non avere paura dei due criminali.

## Produzione
Il film fu prodotto dalla Sunset Productions, girato in cinque giorni e diretto dal prolifico regista Roger Corman. È basato sull'episodio Little Guy della serie televisiva The Jane Wyman Theatre del 1955. Nel film, Dick Miller interpreta il ruolo interpretato da Dane Clark nel film, mentre Russell Johnson interpreta quello di Lee Marvin. Vari e noti artisti e gruppi sono presenti nel cast, tra cui i Platters e i Blockbusters, che si esibiscono nel locale. Il comico Lord Buckley doveva far parte del cast ma si rese indisponibile all'ultimo momento così Mel Welles, uno sceneggiatore che aveva lavorato in maniera stabile nelle produzioni di Corman, imitò Buckley nel ruolo di "Sir Bop". Corman aveva realizzato un film simile nello stesso anno intitolato Carnevale rock, in cui si esibiscono ancora i Platters e i Blockbusters.
La struttura del film è chiusa e per lo più si svolge all'interno di un locale. Scrive Giuseppe Turroni che nel film «si intrecciano la struttura (fittizia) del film musicale (...), quella del film dell'avventura e del genere diligenza (in un locale la comunità risolve le proprie nevrosi, sentimentali o sessuali) e quella di un film altro, che potrebbe essere per l'appunto uno Steven Spielberg (Sugarland Express, 1974) o un  George Lucas (American Graffiti), fatti enormemente meglio molti anni prima».

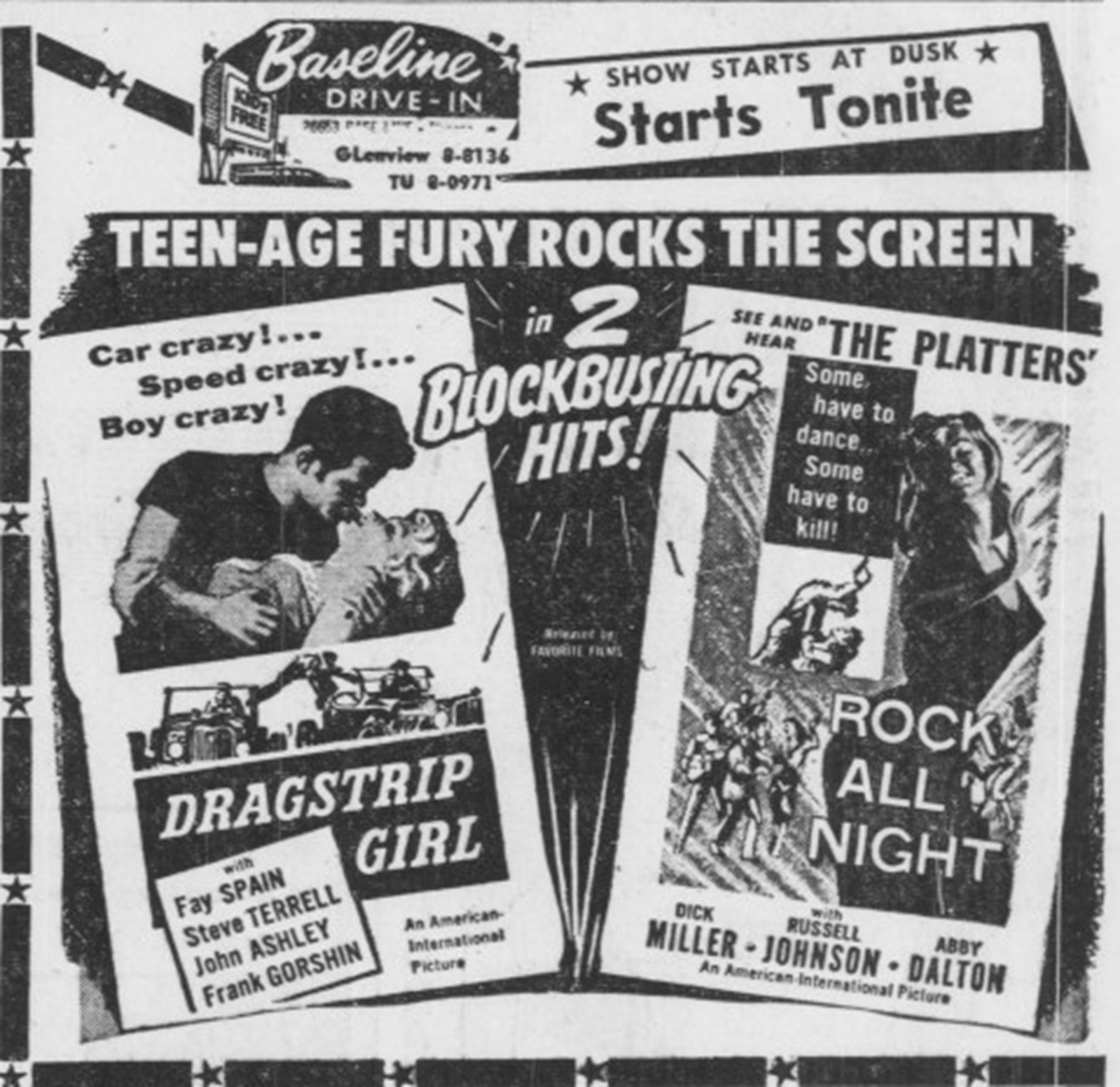
Il manifesto del film double feature con Dragstrip girl

## Distribuzione
Il film fu distribuito negli Stati Uniti in modalità double feature (due film, al cinema o nei drive in, al prezzo di uno) insieme a Dragstrip Girl.
Alcune delle uscite internazionali sono state:
- aprile 1957 negli Stati Uniti (Rock All Night)
- in Italia (Rock tutta la notte)
- 5 marzo 1960 in Giappone

## Promozione
Le tagline sono: "Some Have to Dance... Some Have to Kill!" ("Alcuni devono ballare... altri devono uccidere!") e "Come see this Rock 'N Roll Riot!" ("Vieni a vedere la rivolta del Rock 'N Roll!").